# Satyramoeba hetrusca
Satyramoeba hetrusca är en tvåvingeart som först beskrevs av Fabricius 1794.  Satyramoeba hetrusca ingår i släktet Satyramoeba och familjen svävflugor. Inga underarter finns listade i Catalogue of Life.